# Holíč
Holíč es un municipio del distrito de Skalica en la región de Trnava, Eslovaquia, con una población estimada a final del año 2024 de 10 858 habitantes.
Se encuentra ubicado al norte de la región, en los pequeños Cárpatos y cerca del río Váh (cuenca hidrográfica del Danubio) y de la frontera con la República Checa.

## Demografía
| Año        | 1994   | 2004    | 2014    | 2024    |
| ---------- | ------ | ------- | ------- | ------- |
| Población  | 11 261 | 11 617  | 11 181  | 10 858  |
| Diferencia |        | +3,16 % | −3,75 % | −2,88 % |

| Año        | 2023   | 2024    |
| ---------- | ------ | ------- |
| Población  | 10 928 | 10 858  |
| Diferencia |        | −0,64 % |